# 幌内ダム

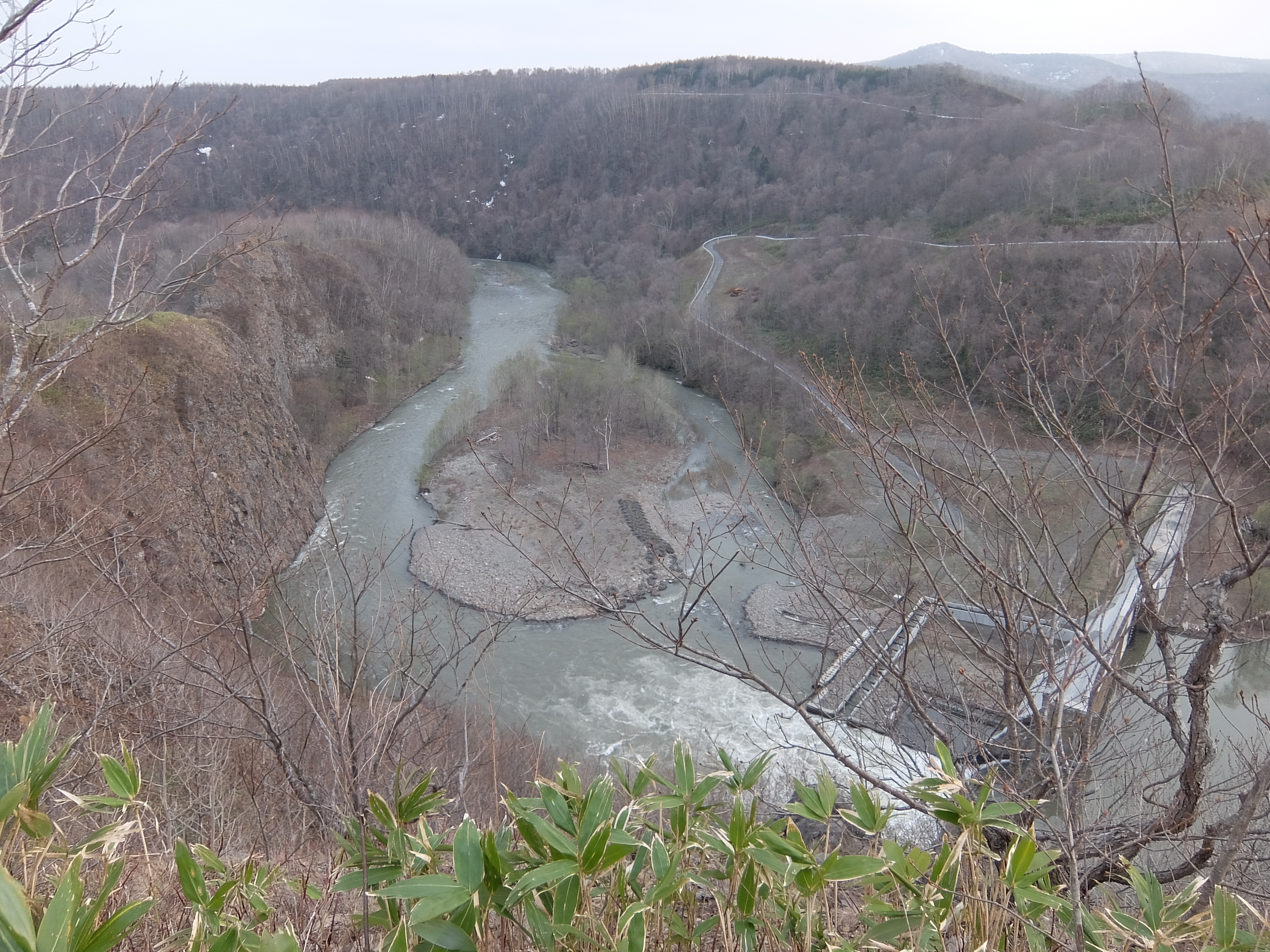
旧幌内ダム 現在は砂防ダム（2015年4月）

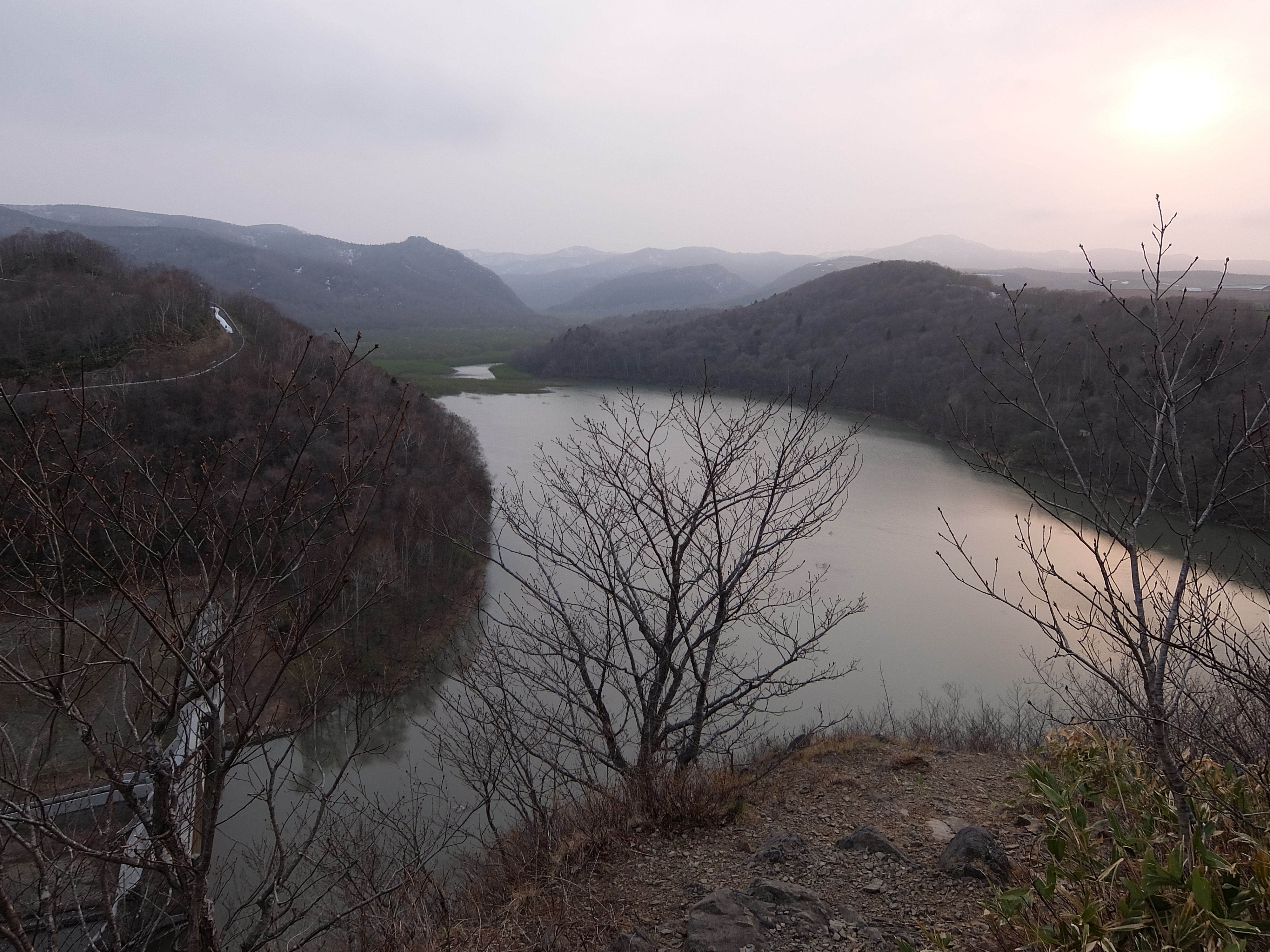
ダム湖（2015年4月）

幌内ダム（ほろないダム）は、北海道紋別郡雄武（おうむ）町、二級河川・幌内川本流に建設されたダムである。
北海道電力がかつて管理していた発電専用ダムで、高さ21.1 mの重力式コンクリートダムである。当初は1939年（昭和14年）に幌内送電が高さ13.0 mの小堰堤として建設していたが、1941年（昭和16年）にダムが決壊しその後放棄、戦後雄武枝幸町電力農業協同組合が1953年（昭和28年）に現在の高さに再建した。その後は北海道電力に移管されたが、維持管理費高騰が原因により1973年（昭和48年）に廃止された。現在は北海道が管理する砂防堰堤の扱いであり、河川法上のダムとは規定されていない。また、ダムによって形成された人造湖には特に名称はつけられていない。

## 沿革
北海道開拓使による開拓以降、未開の地であった北海道にも次第に開発の手が伸びていった。オホーツク海沿岸地域においても、現在の網走市や北見市を中心に開拓のための移住者が定住し、当地も開拓が進められてゆくようになっていた。しかしながらインフラストラクチャーについてはほぼ手が付けられていない状態で、電力についても当時の北海道は王子製紙を中心に工場送電用の水力発電開発が千歳川や空知川、雨竜川など石狩川水系を中心に行われていた程度であり、民需用の電力供給は皆無に等しい状況であった。また送電技術も発展途上であり、これらの河川から数百キロメートル離れたオホーツク海沿岸地域へ電力を供給することも、当時の技術では不可能であった。
昭和に入ると、本州各地では電力会社がシェア拡大に鎬を削っており、それに伴い発電・送電技術も進歩していったが、当時の電力会社は大規模に電力を消費する大都市圏への電力供給を主眼にしており、人口の少ない地域への電力供給はおざなりとなっていた。特に北海道では民需用電力を供給するための大規模な電力会社がなく、道東・道北地域の住民はランプによる生活を余儀なくされていたのである。こうした不便を解消し電力供給による生活の質を向上させる必要性が紋別郡の住民の間より出始め、紋別郡に電力を供給させることを目的に1938年（昭和13年）幌内送電株式会社が設立された。
幌内送電は地元を流れる幌内川に水力発電所の建設を計画、ここに高さ13.0メートル・堤頂長161.0メートルの重力式コンクリートダムを建設して貯水を行い、ここより導水した水を幌内川発電所に送って最大200キロワットを発電する計画を立てた。この幌内川発電所の取水口として建設されたのが幌内ダムである。

## 幌内ダム決壊事故
幌内ダムは1939年1月より着工され、翌1940年（昭和15年）12月にわずか1年11か月という工期で本体が完成した。しかし、発電所の運用開始前に実施される検査の直前に発電所施設で火災が発生し、運用開始は延期となった。
その後、復旧工事を経て翌1941年5月に施設は修復されたが、再検査が行われる直前の1941年6月6日、幌内川流域を集中豪雨が襲った。 当ダムは幌内川の下流に建設されており、流域面積の大半はダムより上流であった。このため上流の広範囲に降った豪雨が一挙にダム湖へ押し寄せたが、同時に流入した流木がダム中央部にあるゲートへ大量に漂着し、ダムは放流機能を喪失。行き場を失った水がダム本体より越流を始め、6月6日9時30分頃、ダム本体中央部が水圧に耐え切れず決壊した。ダム湖の水は濁流となって下流にある現在の雄武町幌内集落に押し寄せ、家屋32戸流失、死者60名、罹災者220名という大惨事を引き起こした。
この事故は、明治以降に発生した日本のダム決壊事故としては1868年（明治元年）に愛知県で発生した入鹿池決壊事故（通称：入鹿切れ、死者941名）、1928年（昭和3年）に長野県で発生した小諸発電所第一調整池決壊事故（死者7名）に次ぐ3例目であり、死者数では入鹿池決壊事故、1953年（昭和28年）8月14日に京都府で発生した大正池決壊事故（死者105名）に次ぐ重大事故となった。1968年（昭和43年）の第60回国会建設委員会と1971年（昭和46年）の国会でも言及されている。
1941年6月13日、北海道庁は現地調査結果を談話の形で発表した。決壊の原因については以下の3点を挙げた。
- 監督官庁の竣工検査前に湛水を行ったこと。
- 木材業者がダム上流側に許可を得ないまま木材流送用の網場を設けたこと。
- 工事の施工方法に相当の欠陥があったこと。

施工時に劣悪なコンクリートを使用したことにより、重力式コンクリートダムとしての利点が機能せずに莫大な水圧に耐えられなかった施工ミスに加え、大量の流木がダム放流機能を喪失させた相乗作用によるものと考えられている。しかし、直後に勃発した太平洋戦争の影響もあって詳細な原因究明は行われず、実態は不明である。
事故後、決壊したダムと発電所はそのまま放棄された。当時は太平洋戦争に突入する直前であり、日本各地のダム事業も戦時体制維持最優先の観点から続々建設が中断されていた時期でもあったため、再建は難しい時代背景であったことも考えられる。なお、この事故の慰霊碑が近傍に建立されている。

## 再建
終戦後もダムと発電所は放棄されたままであり、雄武町や隣接する枝幸町は相変わらず電力供給のない状況であった。このため、決壊した幌内ダムを再建して電力を供給しようという機運が高まった。当時の電力業界は発電および送電を掌握していた日本発送電と配電事業を行っていた北海道配電など9配電会社が、過度経済力集中排除法の適用を受けて1951年（昭和26年）に電気事業再編成令の発布に伴い分割民営化され、北海道には道内一円の発電・送電・配電を受け持つ北海道電力が誕生していた。しかし、北海道電力は同時に設立された9電力会社の中で経営基盤が最も弱く、直ちに北海道内の電力基盤整備を行うことは不可能であった。
北海道電力の電力事業が受けられない状況の中、雄武町と枝幸町は幌内送電に代わる電力供給事業を自前で行うべく、雄武枝幸町電力農業協同組合を設立。ダム決壊から10年後の1951年8月、幌内ダムと幌内川発電所の再建に着手した。幌内ダムについては決壊前に比べてダムの高さを8.1 m高くした21.1 mの規模に拡張、これにより総貯水容量を722万立方メートルに増大させた。同時に幌内川発電所の発電能力も増強させることが可能になり、当初200 kWであった認可（最大）出力も5倍弱に当たる960 kWにまで増強が可能になった。
ダムと発電所は2年4か月の歳月をかけて再建され、旧ダムの堤体を取り込む形でコンクリートが打ち増しされて1953年（昭和28年）12月に完成した。これによって雄武町および枝幸町の1,600戸に電力が供給され、住民はようやく電気の恩恵にあずかることができた。

## 廃止
ダムと発電所は完成後、雄武枝幸町電力農業協同組合が管理を行っていた。その後1969年（昭和44年）になると管理が北海道電力に移管され、以後は北海道電力が所有することになった。しかし、この頃からダムおよび発電所の維持管理費と発電に伴う売り上げとの費用対効果が大きな問題となっていた。幌内川発電所は960kWの小規模水力発電所であり、現在の基準に照らし合わせるとマイクロ水力発電に相当する。当時は水力発電から火力発電へ電力開発の主軸が移行する「火主水従」が主流になっており、水力発電開発は下火になっていた。さらに送電技術もダム建設当時から比べれば格段に進歩しており、北海道電力の電力供給能力も日高電源一貫開発計画や多目的ダムにおける大規模水力発電事業の実施、高出力な火力発電所の建設などにより安定していた。このためコストが高い割に利益が少ない幌内川発電所はその存在価値が失われていった。
1972年（昭和47年）、幌内川発電所の設備が故障した。これを契機に北海道電力は幌内川発電所の廃止を正式に決定し、取水口である幌内ダムも発電所の廃止によって利用用途を喪失したことで翌1973年（昭和48年）3月に廃止された。オイルショックによって再生可能エネルギーである中小水力発電が見直される直前の出来事であった。通常、ダムが廃止される場合は河川法の規定に基づいて本体をはじめとした全施設を撤去し、ダム建設前の状態に原状復帰することが定められているが、幌内ダムについては砂防堰堤として機能を維持させることになった。これに伴いダムに設置されていた放流用のゲート4門をはじめ取水設備などは全て撤去されたものの、自然越流方式のダムとして残存し、現在に至っている。
廃止されたダムがほぼそのままの形で残っている極めて珍しい例であるが、砂防ダムに変更されたことで河川法におけるダムの規定からは外れ、現在では「ダム」として認められていない。
廃止後は北海道が管理する砂防ダムとして機能しているが、1997年（平成9年）の河川法改訂で「河川環境の保護」が重要な法目的の一つに加えられた。幌内川においても川を遡上するサケ・マスの河川生態系維持を図るため、2007年（平成19年）より魚道を設置する工事が進められ、2011年に完成している。

## アクセス
幌内ダムの人造湖はニジマスが釣れるポイントとしても知られており、体長50〜60センチメートルの大物が釣ることもある。ただしダム直下は遡上するサケ・マス保護のため漁業協同組合の保護水面に指定されているために禁漁となっているので注意。湖岸にはエゾマツ・トドマツの原生林が生い茂り、秋には紅葉が辺り一面を染め上げる名所にもなっている。
幌内ダムへは札幌方面からは道央自動車道・名寄インターチェンジから国道40号・名寄バイパスを北上し天塩川を渡河後、北海道道49号美深雄武線に右折して直進。雄武町上幌内において北海道道60号下川雄武線を左折し雄武方面へ直進すると到着する。網走市方面からは国道238号を稚内市方面へ北上し、雄武町幌内で幌内川渡河後道道60号へ左折、直進すると到着する。ダム本体付近には展望台があり近づくことは可能であるが、本体へ入ることは出来ない。魚道完成後にはダム直下流に公園が建設される予定となっている。